# 杜月笙
杜镛（1888年8月22日—1951年8月16日），原名杜月生，号月笙。上海浦東人，上海租界青幫大老，悟字辈，國民革命軍少將，“上海青幫三大亨”，素有「黃金榮貪財，張嘯林善打，杜月笙會做人」的說法。
1927年的四一二事件中，他以中华共进会的名义协助蒋介石清党，随后逐渐进入政界，而其在商界的生意也随之更加亨通。抗日战争期间，杜月笙通过募捐和赠送物资等方式积极抗日。国共内战末期前往香港，病逝于港。
对于杜月笙的评价褒贬不一，他幼年辍学，但因为外表文質彬彬，被叫做「杜先生」，當時的大總統黎元洪的秘書長撰一副對聯：「春申門下三千客，小杜城南五尺天」。因此被称为「當代春申君」。

## 早年生平

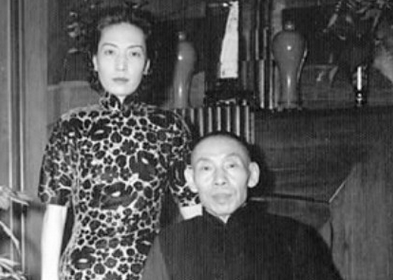
杜月笙與孟小冬

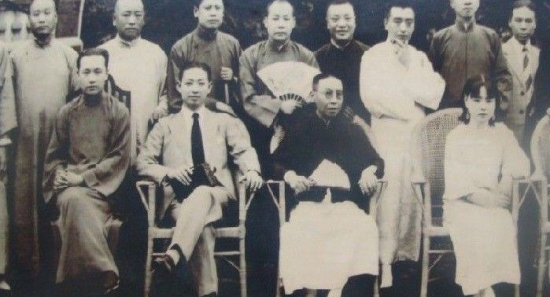
杜月笙與梅蘭芳等

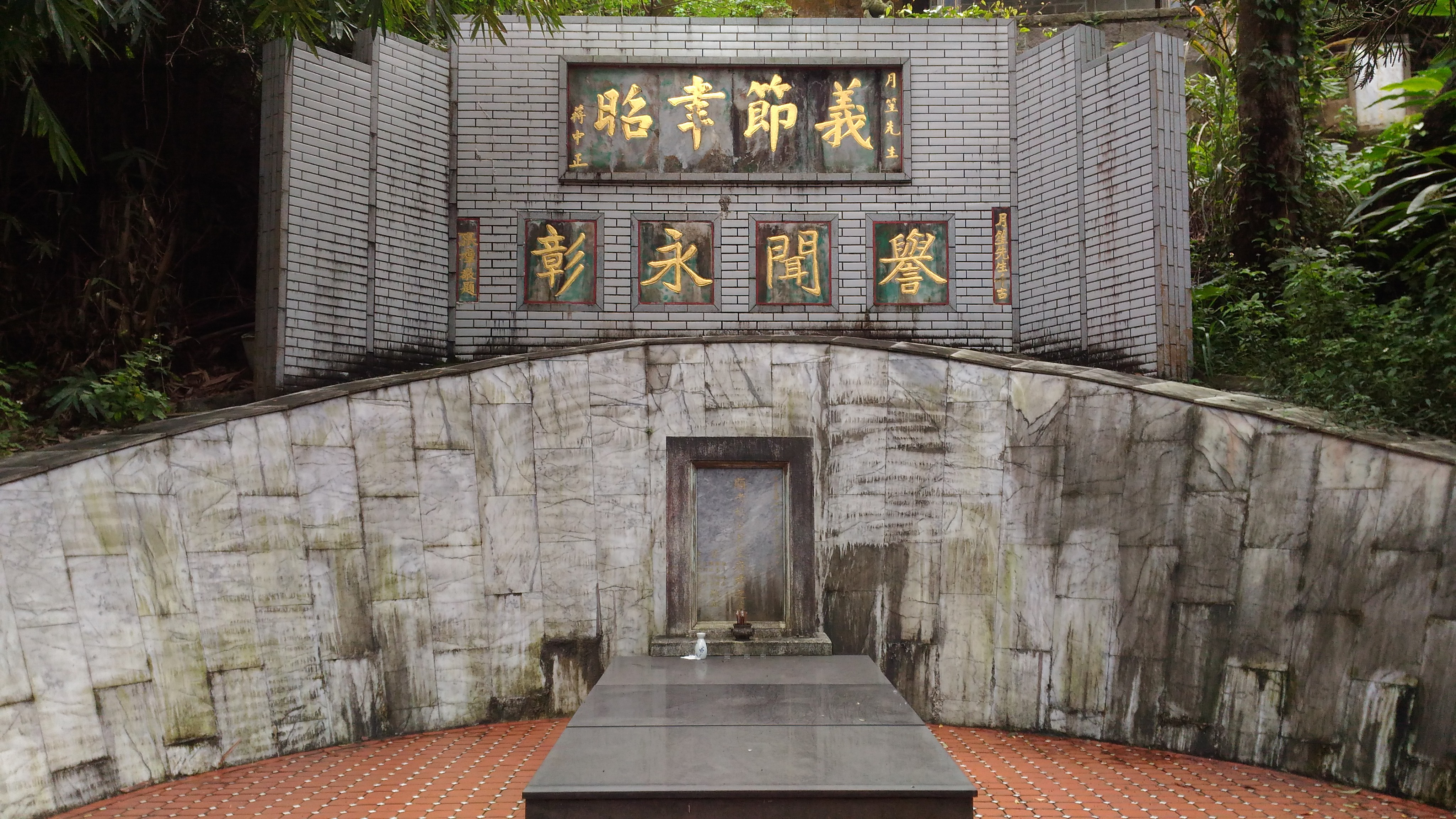
杜月笙墓

杜月笙於清光绪十四年农历七月十五日（1888年8月22日）盂兰盆节，出生於江苏省松江府上海县高昌乡二十二保三十四图（現属上海市浦东新區高东镇沈家弄村），母、父在他四歲以前相继去世，由其继母和舅父养育。

## 执掌青帮
1911年，杜月笙加入八股黨贩毒，得到上海法租界巡捕房督察長、黑社会青幫老大黄金荣赏识。1925年与黄金荣及青幫名人张啸林开设三鑫公司，垄断上海法租界毒品交易，三人並稱「上海灘三大亨」。同年任上海法租界商会总联合会主席兼上海法租界纳税华人会监察。

### 支援蒋氏
1927年4月，杜月笙与黄金荣、张啸林重组中華共進會。4月11日晚，杜月笙诱杀了上海中国共产党工人带头人汪寿华，使得次日共产党工人武装被迅速镇压，即四一二事件。杜月笙亦担任過陸海空軍總司令部顾问、国民政府军事委员会少将参议和行政院参议。同年底蔣介石與宋美齡在上海結婚，杜月笙亦參與協助周邊維安工作。四一二事件后，蒋介石委任杜月笙为国民革命军荣誉顾问，并授少将军阶。
1929年，杜月笙开设中汇银行。1930年任法租界公董局华董，取得较高社会地位。
1931年江淮水災時，賑災實際由杜月笙在背後向上海工商界打關係、募款、並在上海发起戲曲義演、赛马募捐，其募款和個人捐款累計53萬元，佔国民政府水灾救济委员会所募的20.3%，「为水灾做出的贡献无人能出其右」。杜月笙在民国初年以毒品交易起家。
1933年成立自己的帮会组织“恒社”，吸收商界上流人士并向华东地区各行业发展。1934年起先后任上海市地方协会会长、中国红十字会副会长、中国通商银行董事长等职。
1934年國民政府推行新生活運動，杜月笙亦帶頭響應，本身也戒掉長期的鴉片烟癮。

### 抗日战争
1937年，第二次中日戰爭全面爆發。淞滬會戰前，杜月笙利用其地方關係，配合國軍預定之作戰計劃，在閘北一帶要點，租貸民房，在室內密建鋼筯水泥掩體，平時不落痕跡，使用時打開槍口:95。淞沪会战期間，他動員恒社門生組織別動隊協助國民革命軍作戰，並暗中帮助軍統网罗人员、收集情报；并协助戴笠建立“人民行动委员会”，策划多次暗杀與日本協作者（與汪精衛南京國民政府與日本合作擬出任浙江省省長的張嘯林和上海市市長傅筱庵等），策反王克敏離間汪精衛陣營。1937年10月，時任上海市各界抗敵後援會主席的杜月笙應國民革命軍第八路軍駐滬主任潘漢年的要求，向晉北前線的八路軍將士捐贈荷蘭進口的防毒面具1,000套，對中國共产党表示了合作的態度。

## 后方避难

### 避居香港
日本佔領上海後，杜月笙前往英屬香港，以中國紅十字會副會長身分，將中國紅十字會組織設於香港柯士甸道自宅，在香港通過捐款、運送物資等各種方式支援抗戰。

### 避居重庆
香港被日本占领后，前往陪都重慶居留，设立中华实业信托公司，自任董事长。

## 晚年生活

### 回归上海
日本投降后回到上海，曾被选为上海市参议会议长，但还没有上任即辞职。
1948年春，他参加中華民國政府最高權力機關國民大會成立後所召開的第一次例行會議，支持蒋介石担任总统。蒋介石为了挽救严重的财政危机，派蒋经国到上海市实行市值改革，发行金圆券，要求民间将所持法市外币及金银一律兑换成金圆券。杜月笙的儿子杜维屏没有完全照办，被蒋经国以投机倒把罪逮捕，后被判了六个月的徒刑。

### 病逝香港
1949年4月，蒋介石单独召见杜月笙希望他能和自己一同前往台湾，而共产党也通过秘密渠道会见杜月笙，希望杜月笙能留在上海。杜月笙最后决定既不前往臺灣也不留在上海，而是选择前往香港。杜月笙在香港担任过新界青山酒店董事、中国航联保险公司香港分公司董事长。1950年與京劇名角孟小冬在香港結婚。居港期間杜月笙氣喘病情不斷惡化，於1951年8月16日申時於香港寓所病逝，终年63岁。

### 安葬台湾
杜月笙過世後，1952年10月下葬於台灣汐止杜月笙墓園。墓地面向上海，位於今秀峰國小後方，墓園上有蔣介石題字「義節聿昭」。墓園本有牌坊，上有張群題字「譽聞永彰」；後在秀峰國小建校時將牌坊拆除，題字則鑲嵌到墓園。杜月笙墓旁有其夫人姚谷香墓為伴。

## 家庭
杜月笙曾先後與五位女性結過婚，分別為元配沈月英、二房陳幗英、三房孫佩豪、四房姚玉蘭（姚谷香）、五房孟小冬。
杜共有八子三女
- 八子為杜維藩（養母沈月英）、杜維垣（1921-2020年3月30日，生母陳幗英）、杜維屏（生母孫佩豪）、杜維翰（生母陳幗英）、杜維寧（生母陳幗英）、杜維新（生母孫佩豪）、杜維善（1933-2020年2月7日，生母姚玉蘭）、杜維嵩（1936-1965年，生母姚玉蘭）。
- 三女為杜美如（1930年1月15日-，生母姚玉蘭）[13]、杜美霞（1931年生，生母姚玉蘭、夫金元吉。2018年病逝，享壽88歲[14]。）、杜美娟。根據云海在香港商業電台《摩星嶺4號》中引述，杜美如在1960年代跟隨丈夫在約旦定居，並經營餐館至今。[15]杜美霞生前擔任孟小冬女士國劇獎學基金會董事長，栽培京劇人才。[16]

作家余秋雨1999年在约旦探访到了杜月笙的后代，其《千年一嘆》一書写到，杜月笙家規極嚴，孩子見父親還要預約批准，见了面主要询问读书。杜美如女士說：「父親很嚴厲，我們小孩見他也要預約批准。見了面主要問讀書，然後給五十塊老法幣。」  然而千年一叹仅为小说，就连余秋雨本人也从未表示相信且未考证真伪，况且在杜美如所说时期较为频繁的询问读书见面给五十法币也不算小钱。史实上在蒋经国上海打老虎时期因屯聚货物被逮捕的重要人物恰恰是杜月笙的儿子杜維屏。

## 遗迹
- 杜公馆：上海东湖路70号东湖宾馆，建于1934年
- 汐止杜月笙墓園：臺灣新北市汐止區水碓街

## 相关影视作品

### 電影
- 1976年電影《八百壯士》。由常楓飾演杜月笙。
- 1986年電影《大上海1937》由杜玉明飾演杜月笙。
- 1992年電影《上海大亨杜月笙》由元彪飾演杜月笙。
- 1993年電影《歲月風雲之上海皇帝》、《上海皇帝之雄霸天下》。由呂良偉飾演陸雲生（影射杜月笙）。
- 2009年電影《建國大業》中，由導演馮小剛客串飾演杜月笙。
- 2010年紀錄片電影《外灘佚事》由金士杰飾演杜月笙。
- 2012年电影《大上海》由周润发、黄晓明饰演成大器（影射杜月笙）。
- 2015年电影《罗曼蒂克消亡史》由葛优饰演陆先生（影射杜月笙）。
- 2017年電影《建軍大業》由張涵予飾演杜月笙。
- 2020年电影《八佰》中运送电话线的情节中坐在椅子帮忙寄送遗物。

### 電視劇
- 1994年、1995年，亞洲電視拍攝兩部電視劇《中國教父》和《中國教父2：再起風雲》，陳庭威飾演杜國笙（影射杜月笙）。
- 2010年上海尚世影业电视剧《上海，上海》，吴秀波饰演顾业成（影射杜月笙）。
- 2015年電視廣播有限公司電視劇《梟雄》，由黃秋生、馬國明（青年）飾演喬傲天（影射杜月笙）。黃秋生憑此角獲萬千星輝頒獎典禮2015最佳男主角。

## 相关人物
- 徐大統，即前任香港立法會主席范徐麗泰的父親（是杜月笙的得意門生和左右手，徐大統亦是「恆社」成員之一，從上海跟隨杜月笙到香港做事）[18]
- 香港第一任特首董建华的父亲董浩云，前任香港贸易发展局主席兼九龙仓集团主席吴光正的父亲吴绍麟，都是杜月笙的门生，「恒社」成员，其中吴绍麟更是杜月笙最后一个门生。

### 引用
1. 1 2 3  杜月笙是川沙人吗？ 《上海通志》中关于杜月笙出生地记述的质疑（杜国弟）[]
2. ↑  .   [2007-08-22]. （原始内容存档于2007-10-27）.
3. 1 2  任中原 2012，第一章 追忆少年，初涉上海滩.
4. ↑  章君榖 2011，襁褓之中丧母失妹.
5. ↑  任中原 2012，第三章 虚与委蛇，革命刽子手.
6. ↑  顾建娣. . 中国人民大学清史研究所. 2010-08-07  [2020-05-05]. （原始内容存档于2020-05-05）.原刊於《档案春秋》2005年第7期.
7. ↑  . 凤凰网. 2011-01-20  [2011-07-11]. （原始内容存档于2019-05-02） （中文（中国大陆））.
8. ↑  任中原 2012，第四章 妙取巧夺，尽显风光.
9. ↑  文聞 (编). . 中國文史出版社. 2005. ISBN 7-5034-1590-8.
10. ↑  .   [2020-08-08]. （原始内容存档于2021-04-06）.
11. 1 2 3 4 5  任中原 2012，第六章 血雨腥风，巨魔也有殒灭日.
12. ↑  . 中国新闻网. 2009年5月4日  [2013年5月12日]. （原始内容存档于2019年5月20日）.
13. ↑  .   [2020-10-24]. （原始内容存档于2004-12-17）.
14. ↑  .   [2019-01-09]. （原始内容存档于2019-01-31）.
15. ↑  . 中国新闻网. 2009年2月8日  [2013年5月12日]. （原始内容存档于2018年6月22日）.
16. ↑  . 中時電子報. 2019年1月8日  [2019年1月8日]. （原始内容存档于2019年5月2日）.
17. ↑  《千年一嘆》，余秋雨。時報文化，2000年3月31初版
18. ↑  揭范徐麗泰青幫父親身世 （页面存档备份，存于），2004年4月1日，壹周刊

### 书目
- 沈超群. . 傳記文學. 2010, 96 (6): 23–38  [2024-12-26]. （原始内容存档于2025-02-25）.
- 章君榖. . 陸京士校訂. 北京: 中国大百科全书出版社 [传记文学出版社授权]. 2011 [2008]. ISBN 9787500084501.
- 慶祝杜月笙先生六秩壽辰籌備委員會 (编). . 1947  [2024-12-26]. （原始内容存档于2025-02-24）.
- 布赖恩•⻢丁 [Brian G. Martin].  (PDF). 由周育⺠等翻译. 上海: 上海三联书店. 2002 [1991]. ISBN 7-5426-1705-2.
- 任中原. . 北京: 中国华侨出版社. 2012. ISBN 9787511323606.

## 延伸阅读
[在维基数据编辑]
 《海上名人傳·杜月笙》，出自《海上名人傳》
 在维基共享资源阅览影像